# Provincia de Tauragė
La provincia de Tauragė  es una de las diez provincias en que se divide Lituania.
Cubre un área de 4.411 km² y albergaba una población de 134.300 personas en 2001. La capital es Tauragė.

## Municipios
La provincia de Tauragė tiene cuatro municipios, de los cuales tres son distritos municipios (DM) y uno es municipio (M).
- Jurbarkas (DM) (capital: Jurbarkas)
- Pagėgiai (M) (capital: Pagėgiai)
- Šilalė (DM) (capital: Šilalė)
- Tauragė (DM) (capital: Tauragė)